# Alter Postweg (Sterkrade)

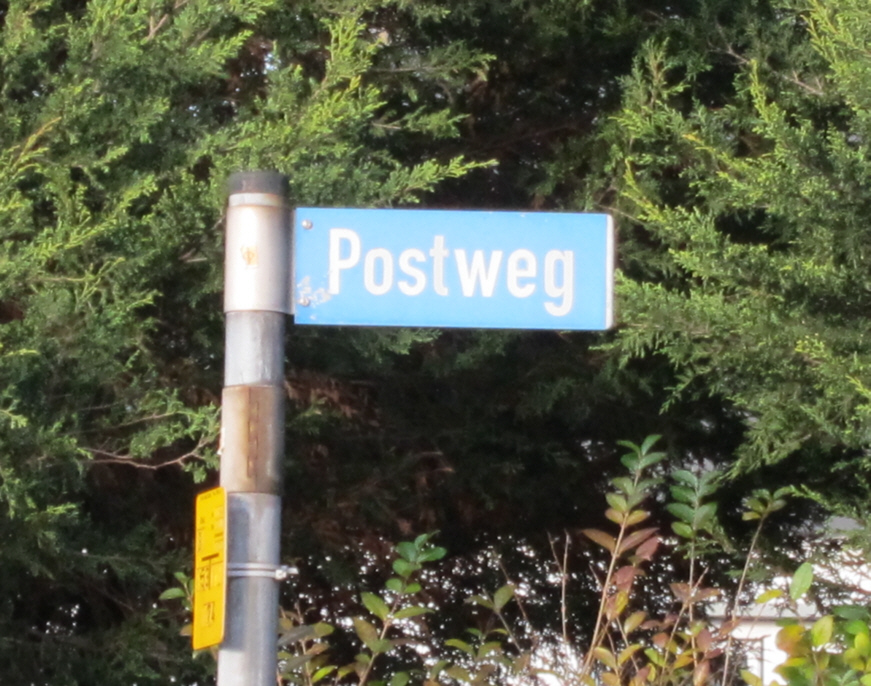
Straßenschild Postweg

Die Straße Postweg in Sterkrade ist Teil eines alten Postweges von Bremen in das Rheinland.

## Geschichte
Bereits im Jahre 1225 wurde eine Altstraße von Bremen in das Rheinland erwähnt, die über Sterkrade führte. Die Äbtissin Ringinvidis von Hillen zog zwischen 1240 und 1255 mehrmals über diesen Weg bei der Gründung ihres Klosters in Delfth und der späteren Verlegung nach Sterkrade. Der Weg diente den Heeren des Dreißigjährigen Krieges, des Siebenjährigen Krieges und den Truppen Napoleons auf dem Wege nach Moskau zum Aufmarsch.
Die erste Verwendung dieser Altstraße als Postkurs erfolgte in der Zeit des Friedenskongresses in Münster. 1648 reiste der Apostolische Nuntius Fabio Chigi, der spätere Papst Alexander VII. auf diesem Wege von Münster zurück und beklagte in seinen Reiseaufzeichnungen, dass ihm die Unterbringung im Kloster Sterkrade verweigert worden war. Dies geschah vermutlich wegen der Armut des Klosters.
1722 bestätigte der preußische Postmeister der münsterischen Postlinie die seit 1701 bestehende Poststation in Sterkrade. Der Pferdewechsel fand an der heutigen Ecke Bahnhofstraße-Holtener Straße statt. Die Station hieß im Volksmund Am oder Zum Brandenburger. Die Linie führte von Münster über Dülmen, Haltern, Dorsten, Kirchhellen, nach Sterkrade, mit den Haltestellen Alter Postweg, Abtei Sterkrade und St.-Antony-Hütte. Danach ging es über die Emscherbrücke weiter nach Duisburg, Düsseldorf und Köln bis nach Bonn. 1792 soll auch Johann Wolfgang von Goethe die Straße benutzt haben, als er von Düsseldorf nach Münster zur Gräfin Amalie von Gallitzin reiste.
Die Reisegeschwindigkeit der Postkutschen betrug ca. 5,5 km in der Stunde und die Abfahrt in Münster geschah montags und donnerstags um 6.00 Uhr.
Für die Versorgung der St.-Antony-Hütte mit Raseneisenerz und Holzkohle aus dem Grafenwalder Gebiet war der Postweg von entscheidender Bedeutung. Mit dem Aufkommen der Eisenbahn und dem Ausbau der Autobahnen ging diese jedoch verloren.

## Postweg heute

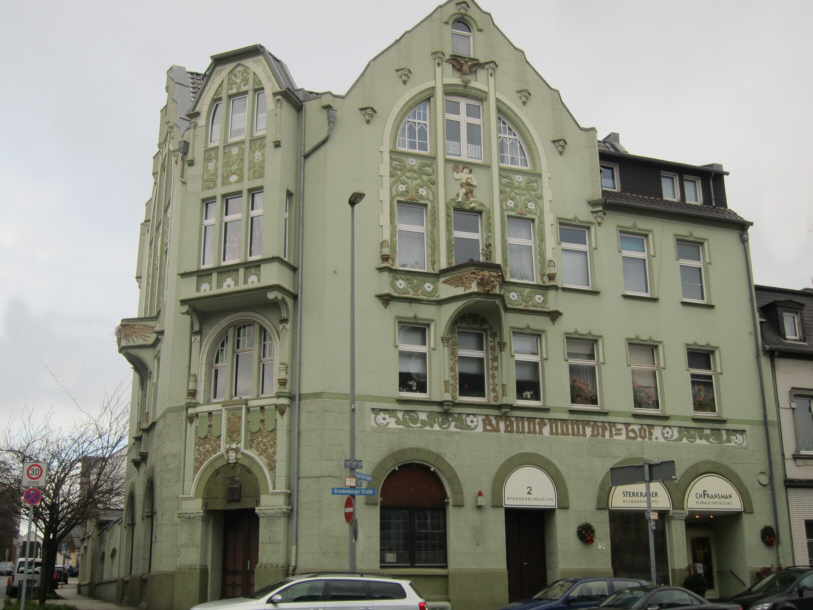
Brandenburger Hof

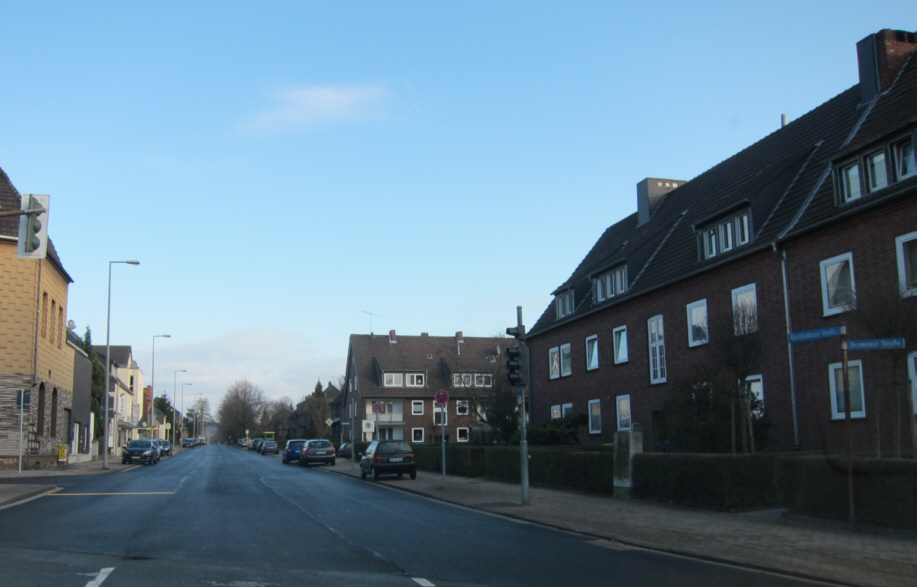
Ab dieser Kreuzung heißt der Postweg heute Kirchhellener Straße

Im Laufe des 20. Jahrhunderts wurden Teile des Postweges in Sterkrade umbenannt. Nach Norden heißt die Straße heute Kirchhellener Straße und die Fortsetzung nach Süden ist die heutige Steinbrinkstraße. Die Bedeutung in der heutigen Zeit liegt vor allem darin, zügig die Naherholungsgebiete nördlich der Stadt zu erreichen.
Die Straße ist die heutige L 621 und heißt nach der Querung der A 2 in Richtung Norden wieder Alter Postweg. Nur einige 100 m östlich dieser Querung befindet sich die Anschlussstelle Oberhausen-Königshardt der A 2.
Der 1909 auf den Grundmauern der alten Gesellschaftsgaststätte „Brandenburger Hof“ erbaute neue Brandenburger Hof erinnert mit seinem Namen an die früher in der Nähe befindliche Poststation.